# 蘭欽
蘭欽，字休明，中昌魏人，南朝梁軍事人物。

## 生平
蘭欽是南梁雲麾将軍、冀州刺史蘭子雲之子。幼年果決，身捷过常人。随父北征，担任東宮直閤。527年（大通元年），攻克北魏蕭城。击败彭城别将郊仲，進攻擬山城，击败北魏大都督劉属。進攻籠城，俘获千余匹馬。北魏大将柴集、襄城郡太守高宣、别将范思念、鄭承宗被他击败。再攻打厥固、张龙、子城。没有攻克，北魏彭城守将楊目派儿子楊孝邕率轻兵来援，蘭欽迎击，楊孝邕敗走。击败譙州刺史劉海游，返軍攻克厥固。楊目又派都督范思念、别将曹龙牙率兵数万来援。蘭欽与他们作战，陣斬曹龍牙，首級送至建康。
蘭欽假节、都督衡州三郡兵，攻讨桂陽、陽山、始興叛蛮，得胜。封安怀县男，邑五百户。又击败天漆蛮帥晩時得。衡州刺史元慶和被桂阳人严容所包围、蘭欽前去救援，破容罗溪，于是长乐诸洞一時間全部平定。蘭欽受密令向魏興进军途中，南鄭魏将拓跋勝攻打襄陽，于是前去救援。担任持节、督南梁、南、北秦、沙四州诸军事、光烈将军、平西校尉、梁、南秦二州刺史，增封五百户，进爵为侯。破通生，擒获行台元子礼、大将薛儁、张菩萨，西魏梁州刺史元羅降梁，南梁平定梁州、漢中。蘭欽進号智武将軍。
蘭欽担任持节、都督衡、桂二州诸军事、衡州刺史，赴任前，西魏都督董紹派遣張献包围南鄭。梁州刺史杜怀瑶请求救援。蘭欽率部下相助，在高橋城大败董紹、張献，斬首三千余人。董紹、張献敗走，蘭欽追入斜谷。西魏丞相宇文泰向梁朝贈馬二千匹，请结邻好。蘭欽加散騎常侍，進号仁威将軍。
蘭欽赴任衡州途中经过广州，击败擒获俚帥陳文徹兄弟。抵达衡州，進号平南将軍，改封曲江县公，增邑五百户。在衡州有惠政，官吏百姓请求朝廷建立頌德碑，梁武帝准許。蘭欽召還建康，担任散騎常侍、左衛将軍。广州刺史新渝侯蕭暎去世，蘭欽出任散骑常侍、安南将军、广州刺史。蕭暎死後，广州由南安侯蕭恬代行刺史事務。蘭欽到达广州，蕭恬派遣厨师在切瓜的刀上下毒、蘭欽和愛妾都中毒而死。享年四十二岁。追贈侍中、中衛将軍。

## 子
- 蘭夏礼（侯景之乱时，至历阳敗死）
- 蘭京（被俘虏到東魏，作为高澄的厨师，殺害高澄）

## 延伸阅读
[在维基数据编辑]
 《梁書·卷32》，出自姚思廉《梁書》
 《南史/卷61》，出自李延壽《南史》